# Smilax papuana
Smilax papuana là một loài thực vật có hoa trong họ Smilacaceae. Loài này được Lauterb. miêu tả khoa học đầu tiên năm 1913.